# NGC 2543
NGC 2543 je galaksija u zviježđu Risu.

## Vanjske poveznice
- SEDS: NGC 2543